# Загај при Поникви
Загај при Поникви (словен. Zagaj pri Ponikvi) је насељено место у општини Шентјур, Савињска регија, Словенија.

## Историја
До територијалне реорганизације у Словенији био је у саставу старе општине Шентјур при Цељу.

## Становништво
У попису становништва из 2011. године, Загај при Поникви је имао 116 становника.
| Број становника према пописима | Број становника према пописима | Број становника према пописима |
| ------------------------------ | ------------------------------ | ------------------------------ |
| 1991                           | 2002                           | 2011                           |
| 80                             | 87                             | 116                            |

Напомена: До 1953. исказивано под именом Загај.